# Gobernación de Kebili
La Gobernación de Kebili (en árabe:ولاية قبلي) es una de las veinticuatro gobernaciones de Túnez. Está situada en el sudeste de Túnez, y hace frontera con Argelia. Cubre un área de 22.084 km² y tiene una población de 156.961 habitantes, según el censo de 2014. La capital es Kebili.

## Delegaciones con población en abril de 2014
- Douz Nord 28,617
- Douz Sud 18,565
- Faouar 19,613
- Kébili Nord 31,854
- Kébili Sud 30,447
- Souk Lahad 27,865

## Geografía
El clima de Kebili es muy duro en invierno (hace mucho frío a las noches) y en verano (temperaturas demasiado altas). La región es muy bonita para visitar en primavera y al final del otoño.
Kebili contiene una parte significante del salar más grande de Túnez, llamado Chott el-Jerid.
- Datos: Q286063
- Multimedia: Kebili Governorate / Q286063